# Stefano Colage

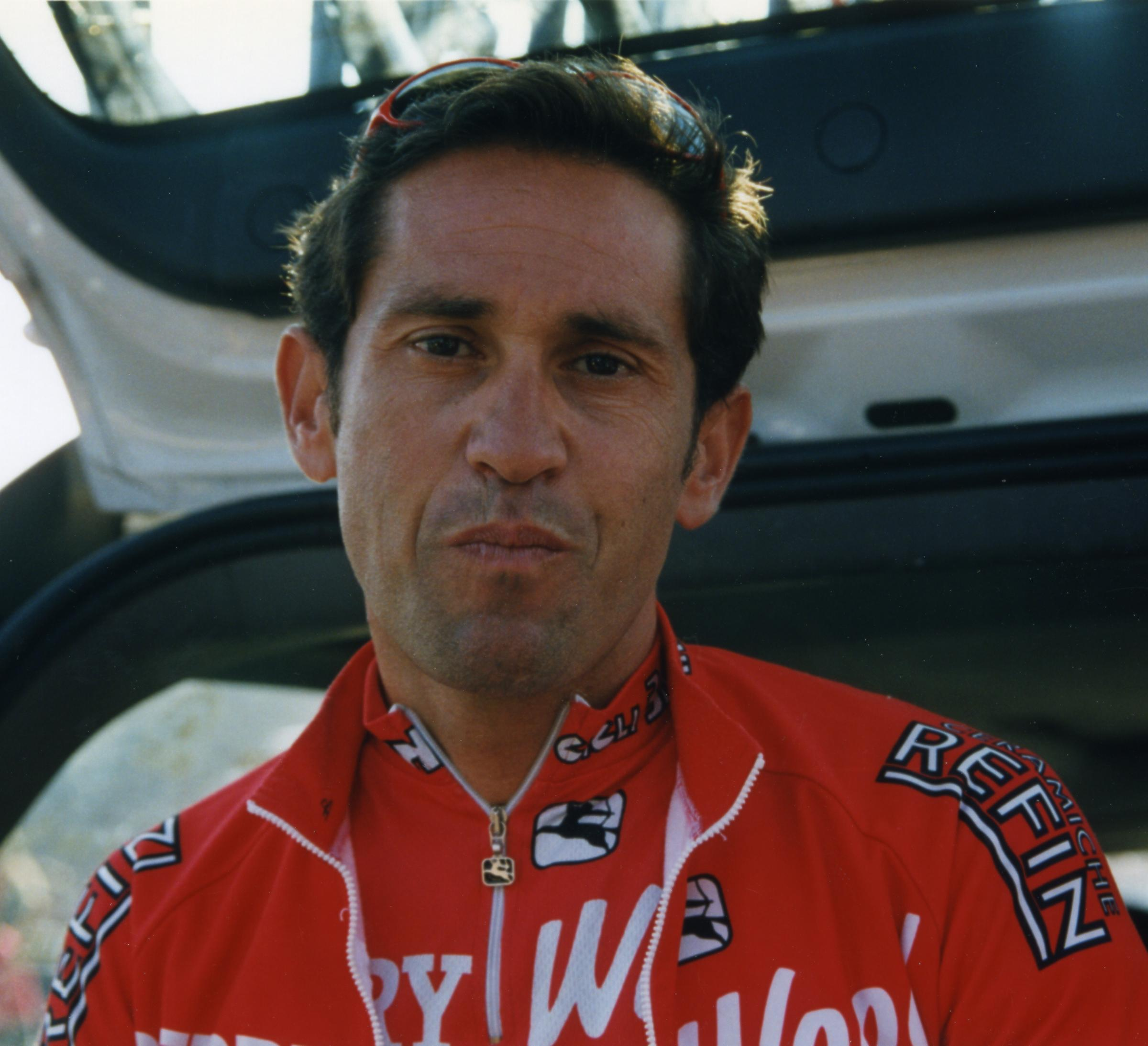
Stefano Colage

Stefano Colage (* 8. Juli 1962 in Canino) ist ein ehemaliger italienischer Radrennfahrer.
Sein wohl größter Erfolg war der Gewinn des prestigeträchtigen Rennens Tirreno–Adriatico im Jahre 1995. 1995 siegte er auch im Etappenrennen Giro di Calabria.
1977 begann seine Radsport-Karriere, die stark vom Vater gefördert wurde, bei Jugendrennen. Er fuhr 1982 in der Schweiz und 1983 (33. Platz) in England für Italien bei den Amateurweltmeisterschaften und 1984 bei den Olympischen Spielen von Los Angeles. Er gewann als Amateur 18 Rennen, 1985 wechselte er zu den Profis.
1986 beendete Stefano Colage den Giro d’Italia mit dem 13. Platz. 1985, 1986, 1988, 1989, 1992 und 1995 fuhr er im italienischen Profi-Nationalteam. Er erzielte in seiner Karriere insgesamt 33 Profisiege, gewann neben Tirreno–Adriatico auch die Kalabrienrundfahrt, 1986 und 1989 den Giro dell’Umbria, zweimal den Bergpreis Trofeo Scalatore, den GP von Lugano. Außerdem erreichte er einige Etappensiege, wie etwa bei der Tour de Suisse, sowie viele Podestplätze wie in San Sebastián, bei der Tour de France, an der er fünfmal teilnahm, und dem Giro d’Italia, den er siebenmal in Angriff nahm.
Fünfmal startete er bei der Vuelta a España. 1995 gewann Stefano Colage zehn Profirennen und wurde mit dem Preis San Silvestro d’Oro als bester italienischer Radprofi vor Francesco Casagrande und Mario Cipollini ausgezeichnet. 1999, im Alter von 36 Jahren, beendete er seine Profilaufbahn, ohne aber den Radsport ganz aufzugeben. Seit dieser Zeit fährt er Amateurrennen – derzeit für das Team Galluzzi – wo er 2005 13-mal in Serie Siege erringen konnte.